# Behzad Ghorbani
Pour les articles homonymes, voir Ghorbani.
Behzad Ghorbani est un zoologiste iranien né le 26 mars 1971 à Téhéran. Il est diplômé de l'Université de Téhéran et de l'Université Shahid Beheshti (anciennement appelée Université nationale d'Iran). Premier spécialiste iranien des planaires, il a découvert deux nouvelles espèces dans la Karaj, Dugesia iranica, et Dugesia persica, en 1997.